# Атисский мир
Атисский мир (фр. Traité d'Athis-sur-Orge) — мирный договор, подписанный в Атис-сюр-Орж 23 июня 1305 года между графом Фландрии Робертом III и французским королём Филиппом IV, завершивший Франко-фламандскую войну 1297—1305 годов.
В 1304 году французские войска вторглись во Фландрию и пленили её графа Ги де Дампьера. Сопротивление французам организовал его старший сын Роберт. После битвы при Монс-ан-Певеле, не давшей перевеса ни одной из сторон, начались переговоры о мире, которые длились больше года. За это время в заключении умер Ги, что сделало Роберта графом Фландрии.
Условия мира оказались очень унизительными и тяжелыми для Фландрии, поскольку по нему Фландрия и её города фактически оказывались в полной зависимости от короля Франции. Договор объявлял всеобщую амнистию, освобождение всех пленников, и восстановление Фландрии как графства (из-за того, что во время Столетней войны графы Фландрии поддержали англичан, в мирном договоре между французами и англичанами Фландрия не упоминалась вообще, а само графство было присоединено к Франции). За это Фландрия должна была выплатить 20 000 фунтов, и ещё 400 000 фунтов должны были быть выплачены как репарации. В залог французский король получал часть графства, включая замки Кассель и Куртре, а также кастелянства Лилль, Дуэ и Бетюн.
Условия договора оказались столь тяжелы для крестьянства и среднего класса Фландрии, что это послужило одной из причин крестьянского восстания 1323—1328 годов.